# Epomops dobsoni
Il pipistrello della frutta dalle spalline di Dobson (Epomops dobsoni  Bocage, 1889) è un pipistrello appartenente alla famiglia degli Pteropodidi, diffuso nell'Africa subsahariana.

## Descrizione

### Dimensioni
Pipistrello di medie dimensioni con la lunghezza della testa e del corpo tra 130 e 185 mm, la lunghezza dell'avambraccio tra 80 e 88 mm, la lunghezza della coda tra 0 e 12 mm, la lunghezza delle orecchie tra 24 e 30 mm e un peso fino a 120 g.

### Aspetto
La pelliccia è soffice e leggermente lanuginosa, più lunga sul dorso, schiacciata sul ventre e si estende sulla metà iniziale dell'avambraccio e lungo tutta la tibia. Le parti dorsali variano dal bruno-giallastro al bruno-grigiastro, mentre le parti ventrali sono bruno-cannella chiare con dei riflessi grigi, marroni chiare o bruno crema, più chiare sulla gola e l'addome e nei maschi con il petto distintamente bruno-grigiastro scuro. I maschi hanno un ciuffo di peli bianchi sulle spalle che si ritrae all'interno di una sacca. Il muso è lungo, largo, le labbra e le guance sono carnose e moderatamente espansibili. Gli occhi sono grandi. Le orecchie sono marroni scure ed hanno ciascuna una macchia bianca alla base anteriore e posteriore. Le ali sono marroni scure e sono attaccate posteriormente alla base del secondo dito. La coda è molto corta o del tutto assente, mentre l'uropatagio è ridotto ad una sottile membrana lungo la parte interna degli arti inferiori. Il palato è provvisto di 3 solchi inter-dentali e 5 post-dentali.

## Biologia

### Comportamento
Si rifugia sugli alberi probabilmente in gruppi.

### Alimentazione
Si nutre di frutta.

### Riproduzione
Danno alla luce uno o due piccoli alla volta l'anno. Femmine catturate alla fine di agosto erano sia gravide che in allattamento, il che suggerisce che le nascite avvengano tra agosto e settembre.

## Distribuzione e habitat
Questa specie è diffusa nella Repubblica Democratica del Congo meridionale, Angola centrale, Zambia, Tanzania sud-occidentale e centrale, Malawi occidentale e meridionale, Mozambico occidentale. Una popolazione isolata è presente nel Ruanda centrale.
Vive nelle savane alberate di Miombo, dominate da Brachystegia, Julbernardia e Isoberlinia fino a 1.890 metri di altitudine.

## Conservazione
La IUCN Red List,considerato il vasto Areale e la popolazione numerosa, classifica E.dobsoni come specie a rischio minimo (Least Concern)).